# Italijani
Italijani (ital. italiani) su jedan od romanskih naroda nastanjen danas u Italiji i susednim evropskim i prekomorskim zemljama, osobito u Francuskoj, SAD-u i Argentini. Jezgro Italijanima daju drevni Latini koji su asimilisali ostala italska plemena i nametnula im latinski jezik. Ekspanzivnom politikom Rima i osvajanjima rimske vojske (Rimljani) osvojena je do 272. p. n. e. cela Italija, pa da bi se nakon punskih ratova, iza 146. p. n. e. počeli širiti ogromnim područjem Evrope, Azije i Afrike. Već u II. veku Rimsko carstvo seže od Iberijskog poluostrva i Britanskog ostrva do Mesopotamije. Sa sobom Rimljani donose duhovnu i materijalnu kulturu. Grade ceste koje služe pokretima rimske vojske, akvadukte, arhitekturu, i što je veoma važno, šire latinski jezik. Latinizacijom domorodnih plemena u osvojenim krajevima nastaju u Evropi novi narodi, prema njima, odnosno gradu (Rimu; Roma) prozvani romanski narodi. Ove nove narode danas poznajemo kao Rumune, Špance, Portugalce, Francuze, Reto-romane, Valonce, Moldavce, Katalonci, Vlahe i druge manje zajednice.
Težak život, osobito na jugu, u Kalabriji i Siciliji, mnoge je poterao u prekomorske zemlje da bi zaradili za hleb. U novim domovinama veoma su aktivni i kulturno i politički. Prema UN-ovim podacima u Italiji danas živi 65 nacija, dok Italijana danas ima uz Italiju u još 61 državi; u Francuskoj (2005) preko milion; u SAD preko 900,000; u Argentini 1,8 milion.

## Ime
Koren italijanskog imena nalazi se u eponimu Italus. U grčkom mitu sin je Telegoma i Penelope. Po drugim mitovima vođa je sicilijanskih Sikula ili pak Ligura. Ovaj eponim spominje se u raznim verzijama mitskih dešavanja. Možda je važno napomenuti da je podanike priveo sjedilačkom životu, te ih vodio čak do Lacija (zemlja Latina) gde je dobio sinove Sicula i Roma. –Od Italusa narodi Italika dobivaju svoje ime, a ono se prenosi kroz vekove do italijanskog naziva Italiani.

## Etnografija

### Nauka i kultura
Italijani su mediteranski narod, topao i srdačan, rado će da podele radosti života sa drugima. Vole pesmu i igru i na glasu su kao šarmeri. -Padom Rimskog carstva na tlu Italije dolazi do velikih promena. Počinje da cveta kultura na sopstvenom poluostrvu. Javlja se renesansa, razvija se umetnost i rađaju ljudi koji će ostaviti svoje tragove do danas širom globusa. Od vremena Augusta Cezara i Plinija, pa preko Galilea i Da Vincija rodili su se mnogi naučnici koji će da olakšaju život čoveku. Još je Galileo Galilei 1592. učinio prvi termometar. Godine 1800. Alesandro Volta pronalazi prvu bateriju. Dvadesetogodišnji Guljemo Markoni na postaji Poldhu, u Kornvelu, eksperimentiše sa Morseovim znacima, šalje tri slova s na udaljenost od preko 2,000 milja, preko Atlantika na Njufaundlend; godinu 1932. možemo da smatramo rođenjem radio telekomunikacija, prvog kratkotalasnog radio aparata na svetu. Italijani mnogo utiču i na muziku. Muzičke bilješke u Italiji stare su preko 1000 godina, a prva opera izvedena je pre kojih 400 godina. Poznati Bartolomeo Kristofori (1655–1732) prvi pijano napravio je pre nekih 300 godina.

### Život i običaji
Italija, bogata evropska zemlja živi od industrije i uslužnih delatnosti. Poljoprivreda je na zadnjem mestu a proizvodi se voće, povrće, grožđe, maslinovo ulje, krompir, soja, i šećerna repa. Ribarstvo je značajno jer Italijani vole ribu i imaju jaku ribarsku flotu. Bogatstvo ipak nije ravnopravno razdeljeno. Jug je ostao siromašan, i toga radi opustela su mnoga sela. Mnogi južni Italijani sele u urbana središta severa ili druge zemlje za boljim životom i lakšom zaradom.
Poljoprivreda i ribarstvo ostalo su glavna zanimanja Italijana sa juga. Proizvode voće i povrće za svoje potrebe, maslinovo ulje i vino i malo poznata durum pšenica. Neke obitelji poseduju farme, i one su većinom malene.
Italijani, bogati ili siromašni, vole da se provesele uz pesmu, igru, vino i dobru hranu. Italijani održavaju kroz godinu razne festivale, pa tako i one vezane uz dobro jelo. Jedna od najskupljih gljiva na svetu, tartuf, uzrok je raznim festivalima hrane koji se održavaju po mnogim italijanskim gradovima. Tokom prva dva vikenda pretposlednjeg meseca u godini u toskanskom gradiću Đovani d'Aso održava se festival tartufa. Uz njih možemo nda nađemo i gastronomski sir parmezan i vino 'Kijanti Klasiko'. Uz tartufe naravno idu i ravioli, karpaćio (klasično: dimljena govedina) i parmezan. Slično je i po drugim italijanskim gradovima: San Miniato, takođe u Toskani; Akvalanja u provinciji Pesaro; Bobio u Emiliji; Alba u Pijemontu; Kalestano u provinciji Parma; i Savinjo u provinciji Bolonja.

### Igra i muzika
Muzika ima veliku ulogu u životu Italijana. Ljubav prema muzici odrazila se i u i kroz duhovnu i materijalnu kulturu Italijana. Oni su i danas dobri pevači, a mladić se devojci udvarao serenadom ispod prozora. Muzika se uvukla u sve pore života. Njihovi najpoznatiji majstori u izradi muzičkih instrumenata su već pomenuti Bartolomeo Kristofori sa prelaza iz 17. u 18. vek. -Andrea Amati i sinovi Antonio i Đirolamo, te Antonio Stradivari i Đuzepe Gvarneri, svetski su poznati majstori u izradi violina.
Italijanska muzika, od opere (kao što je La Traviata) pa do popularne muzike svakodnevna je u italijanskom životu. Nose je svuda sa sobom. Sa igrom, koji je usko vezan uz muziku isti je slučaj. Ne samo u Italiji, oni su je sa sobom doneli i u druge krajeve gde su se naselili. I dan danas u Americi Italijani su poneli i proslavili tarantelu; prati ga mandolina, italijanska gitara.
Kuhinja
Kuhinja Italijana je upravo ona, 'Italijanska kuhinja', poznata širom sveta. Još je Marko Polo, rođen možda na Korčuli, inače mletački državljanin, iz Kine je doneo testeninu, danas poznatu kao Špageti, Italijani više danas ne mogu bez nje. Špageti i testenina zavladali su italijanskim stolom. Obožavaju je sa sosom od paradajza ili sa mlevenim mesom. Nazivaju ih prema gradovima. "Špageti milaneze" i "Špageti bolonjeze". Druga jela sa testeninom takođe su omiljena, a Italijani su njima 'osvojili ' svet. Osobitu popularnost stekla je 'pica', postala je toliko popularna da se širom sveta otvaraju ugostiteljski objekti (picerija) za posluživanje ove poslastice.Jedno od poznatih italijanskih jela su i lazanje.

## Spoljašnje veze
- Italijanska kultura
- Italijanski plesovi